# La voce umana
La voce umana (titolo originale: La Voix humaine) è un'opera teatrale dello scrittore francese Jean Cocteau del 1930.

## Trama
In scena è presente solamente una donna al telefono. L'opera rappresenta una complicata rottura di un rapporto d'amore. La donna, dopo essere stata lasciata, telefona al suo amante (del quale non si sente mai la voce all'altro capo del telefono) che ama ancora. La protagonista tenta anche il suicidio. A causa del basso livello del servizio telefonico di Parigi di quel tempo la conversazione viene interrotta più volte.

## Adattamenti
- Dall'opera è stata tratta l'opera omonima composta da Francis Poulenc nel 1959.
- Il monologo fu inoltre interpretato da Anna Magnani nel film L'amore, nell'episodio Una voce umana di Roberto Rossellini. Mirabile l'incipit ("Pronto... Pronto... Pronto") e l'explicit ("Ti amo!").
- Il Monologo la voce umana è stato anche adattato nel 1966 a colori dal regista Ted Kotcheff in un cortometraggio con protagonista Ingrid Bergman
- Il film Donne sull'orlo di una crisi di nervi di Pedro Almodóvar è liberamente tratto dall'opera di Cocteau.
- Il videoclip del singolo di Madonna I Want You, è liberamente ispirato a quest'opera[1].
- Nel 2014 il regista Edoardo Ponti realizza una nuova versione con protagonista la madre Sophia Loren intitolata Voce umana, ambientata negli anni '50 e sulla base di un testo in dialetto napoletano scritto dallo scrittore Erri De Luca.
- Il dramma Le cinque rose di Jennifer  di Annibale Ruccello ricalca nell'intreccio quest'opera.
- Su YouTube è nota la trasposizione video-teatrale, "modernista" e transgender dell'opera, di Emyliù Spataro intitolata Intima Vox del 2009[2].
- Nel 2020, il regista spagnolo Pedro Almodóvar realizza e presenta il cortometraggio The Human Voice, suo esordio in lingua inglese, interpretato da Tilda Swinton.